# ドディ・ジョカ
アンドレイ・ドディ・ジョカ（Andrei Dodi Joca 、2000年6月22日 - ）は、ルーマニア・バヤ・マレ出身のプロサッカー選手。リーガI・CFRクルジュ所属。ポジションは、ディフェンダー。